# 拉腊·卡萨斯
拉腊·卡萨斯（西班牙語：Lara Casas，2004年6月22日—），阿根廷女子曲棍球运动员。她曾代表阿根廷国家队参加2024年夏季奥林匹克运动会女子曲棍球比赛，获得一枚铜牌。